# Calahorra de Boedo
Calahorra de Boedo ist ein Ort und eine nordspanische Gemeinde (municipio) mit 83 Einwohnern (Stand: 2024) in der Provinz Palencia der Autonomen Gemeinschaft Kastilien-León.

## Lage und Klima
Calahorra de Boedo liegt in der altkastilischen Meseta in einer Höhe von ca. 855 m. Die Provinzhauptstadt Palencia befindet sich gut 65 km (Fahrtstrecke) südlich. Durch die Gemeinde führt die Autovía A-67. Das Klima im Winter ist kühl, im Sommer dagegen trotz der Höhenlage gemäßigt bis warm; Niederschläge (ca. 618 mm/Jahr) fallen überwiegend im Winterhalbjahr.

## Bevölkerungsentwicklung
| Jahr      | 1970 | 1981 | 1991 | 2001 | 2011 | 2021 |
| Einwohner | 270  | 176  | 166  | 126  | 116  | 85   |

## Sehenswürdigkeiten

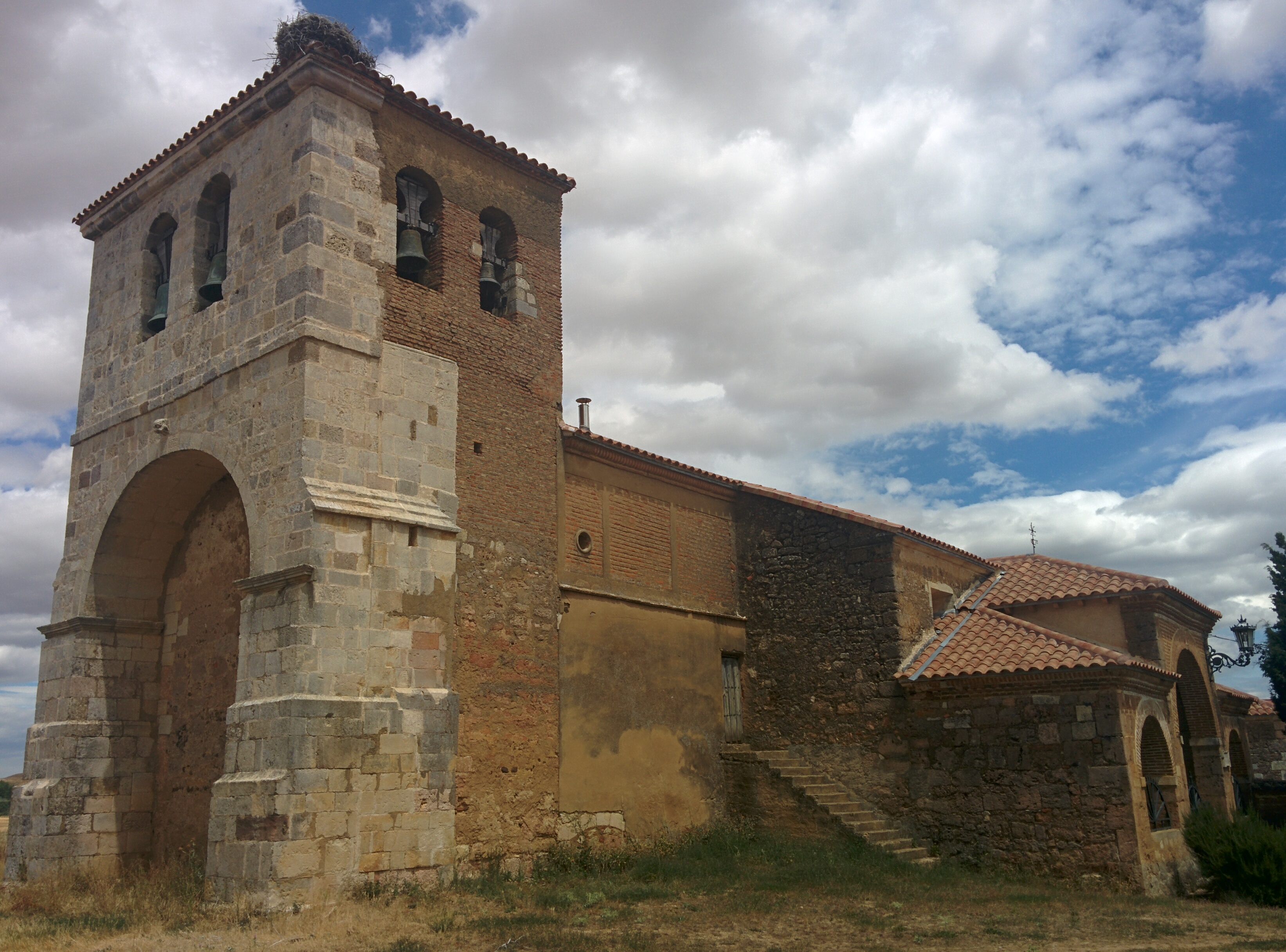
Marienkirche
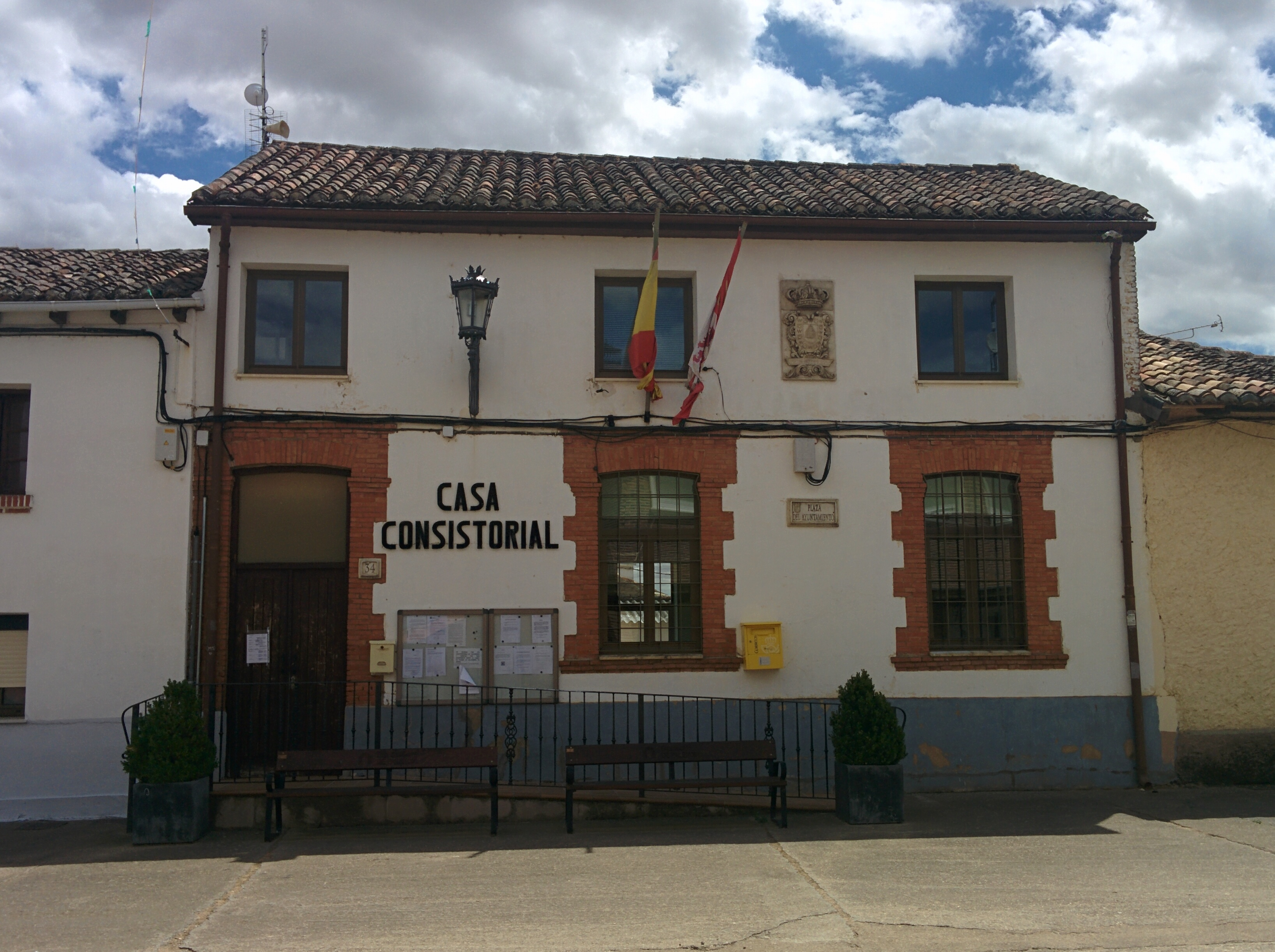
Rathaus

- Marienkirche
- Rathaus